# Памятойское сельское поселение
Памятойское се́льское поселе́ние — муниципальное образование в Шатойском районе Чеченской Республики Российской Федерации.
Административный центр — село Памятой.

## География
Находится на юге республики в Аргунском ущелье

## Население
| 2010  | 2012  | 2013  | 2014  | 2015  | 2016  | 2017  |
| ----- | ----- | ----- | ----- | ----- | ----- | ----- |
| 1419  | ↗1446 | ↗1481 | ↗1494 | ↗1531 | ↗1543 | ↗1591 |
| 2018  | 2019  | 2020  | 2021  | 2023  | 2024  |       |
| ↗1598 | ↗1621 | ↗1631 | ↘1452 | ↗1484 | ↗1486 |       |

## Состав сельского поселения
| № | Населённый пункт | Тип населённого пункта       | Население |
| - | ---------------- | ---------------------------- | --------- |
| 1 | Гуш-Керт         | село                         | ↗501      |
| 2 | Вярды            | село                         | ↗512      |
| 3 | Бекум-Кале       | село                         | ↘214      |
| 4 | Памятой          | село, административный центр | ↗192      |